# Ren Cancan
Ren Cancan (chinesisch 任灿灿, Pinyin Rén Càncàn; * 26. April 1986 in Jining, Prov. Shandong/China) ist eine chinesische Boxerin. Sie ist dreifache Weltmeisterin und gewann bei den Olympischen Spielen 2012 in London eine Silbermedaille und 2016 in Rio de Janeiro Bronze in der Gewichtsklasse bis 52 bzw. 51 kg Körpergewicht.

## Werdegang
Ren Cancan begann als Kind in ihrer Heimatstadt Sport zu treiben. Zunächst betätigte sie sich als Leichtathletin. Im Jahre 2002 wechselte sie aber zum Boxen und trainierte in einer Sportschule in Jining. 2005 wechselte sie zum Polizei-Sportverein in Ningbo, Prov. Zheijiang. Ihre Trainer waren bzw. sind Tian Dong und Chen Tao. Zweimal stand ihre Laufbahn auf der Kippe, einmal nach einem Armbruch und ein zweites Mal nach dem frühen Tod ihres Vaters, als sie jede Motivation verloren hatte. Ihr damaliger Trainer Tian Dong überredete sie aber jedes Mal zum Weitermachen. Sie ist 1,67 Meter groß und boxte zunächst in der Gewichtsklasse bis 52 kg und nach einer Gewichtsklassenrevision durch die AIBA 2009 in der Gewichtsklasse bis 51 kg Körpergewicht.
Im Jahre 2006 startete sie erstmals bei einer internationalen Meisterschaft, der Weltmeisterschaft in New Delhi. Sie verlor dort aber in der Gewichtsklasse bis 52 kg ihren ersten Kampf gegen Saliha Ouchen aus Frankreich knapp nach Punkten (17:18) und kam dadurch nur auf den 9. Platz.
2008 belegte sie bei der Asien-Meisterschaft in Guwahati/Indien in der Gewichtsklasse bis 52 kg mit Siegen über Yeon Kyung-chun, Südkorea, Tong Song Hye, Nordkorea (11:5) und einer äußerst knappen Punktniederlage im Finale gegen Sarita Devi Laishram aus Indien (5:5+) den 2. Platz. Im gleichen Jahr wurde sie dann in Ningbo in der gleichen Gewichtsklasse Weltmeisterin. Auf dem Weg zu diesem Titel schlug sie Shim Hui-jeong, Südkorea (23:1), Le Thi Ngang Hang, Vietnam (8:3), Wiktoria Rudenko, Ukraine (6:3) und Annie Albania, Philippinen (4:3) jeweils nach Punkten.
Die nächsten internationalen Meisterschaft für Frauen fanden erst 2010 statt. Im September dieses Jahres wurde sie bei der Weltmeisterschaft in Bridgetown erneut Weltmeisterin in der Gewichtsklasse bis 51 kg. Sie musste dabei folgende sechs Gegnerinnen besiegen: Aya Shinmoto, Japan (13:4), Nilmini Jayasinghe, Sri Lanka (11:3), Sumeyra Kaya-Yazici, Türkei (9:4), Peamwilai Laopeam, Thailand (+3:3), Tatjana Kob, Ukraine (8:5) und Nicola Adams, England (10:5). Außerdem siegte sie 2010 auch noch bei den Asien-Spielen in Guangzhou und besiegte dabei Jong Eu-na, Südkorea (8:1), Sanju Lama, Nepal (10:0), Marykom Chungneijang, Indien (11:7), die im internationalen Frauenboxen nur als Mary Kom bekannt ist und Annie Albania (7:5)
2011 siegte sie beim 1. Women’s Asian-Cup in Haikou/China nach Punktsiegen über Peamwilai Laopeam (7:6) und Aya Shinmoto (6:4) und beim Grand-Prix in Ústí nad Labem, wo sie im Finale Jana Juranova aus Tschechien nach Punkten besiegte (8:0).
Im März 2012 startete sie bei der Asien-Meisterschaft in Ulaanbaatar. Sie siegte dort über Kim Je-ji, Südkorea, durch Abbruch in der 3. Runde und über Bakhtygul Usupbayera, Mongolei, durch RSC in der 3. Runde, schlug Ayako Minowa, Japan nach Punkten (22:14), unterlag aber im Finale gegen Mary Kom nach Punkten (8:14) und belegte damit den 2. Platz. Im Mai 2012 holte sie sich aber dann in Qinhuangdao/China zum dritten Mal den Weltmeistertitel. In der Gewichtsklasse bis 51 kg besiegte sie dabei Katalin Ancsin, Ungarn (16:4), Azize Nimani, Deutschland (13:7), Marlen Esparza, Vereinigte Staaten (16:8), Karolina Michalczuk, Polen (27:18) und Nicola Adams (14:10) jeweils nach Punkten. Bei den Olympischen Spielen 2012 in London standen dann erstmals drei Gewichtsklassen der Frauen, darunter auch die Gewichtsklasse bis 51 kg, auf dem Programm. Ren Cancan startete dort mit einem Freilos in der 1. Runde und besiegte in der 2. Runde Jelena Saweljewa aus Russland nach Punkten (12:7). Im Halbfinale siegte sie über Marlen Esparza nach Punkten (10:8) und im Finale unterlag sie gegen Nicola Adams, die in London natürlich von den britischen Zuschauern von einer Welle der Begeisterung getragen wurde, nach Punkten (7:1) und gewann damit die Silbermedaille.
Nachdem sie 2013 nur an nationalen Meisterschaften und Turnieren teilnahm und sich für 2014 eine Auszeit nahm, kehre Ren Cancan 2015 in den Ring zurück und gewann in Wulanchabu mit einem Finalsieg über Ri Hyang-Mi, Nordkorea (2:0), die Goldmedaille der Asienmeisterschaften. Im Jahr darauf gewann sie das asiatische Olympiaqualifikationsturnier in Qian’an (Tangshan) und sicherte sich damit ihre zweite Olympiateilnahme. Bei den Weltmeisterschaften 2016 in Astana schied Ren Cancan im Viertelfinale gegen die Französin Sarah Ourahmoune aufgrund einer Verletzung aus.

## Nationale Erfolge
Ren Cancan ist fünffache chinesische Meisterin. An Ergebnissen ist aber nur das vom Jahr 2009 bekannt. In diesem Jahr gewann sie diesen Titel in Kunming durch einen Sieg im Finale über Zhang Jing.

## Internationale Erfolge
| Jahr | Platz  | Wettbewerb                             | Gewichtsklasse | Ergebnisse |
| 2006 | 9.     | WM in New Delhi                        | bis 52 kg      | nach einer Punktniederlage im Achtelfinale geen Saliha Ouchen, Frankreich (17:18) |
| 2008 | 2.     | Asien-Meisterschaft in Guwahati/Indien | bis 52 kg      | nach Punktsiegen über Yeon Kyung-chun, Südkorea und Tong Song Hye, Nordkorea (11:5) und einer Punktniederlage gegen Sarita Devi Laishram, Indien (5:5+)                                                                               |
| 2008 | 1.     | WM in Ningbo                           | bis 52 kg      | nach Punktsiegen über Shim Hui-jeong, Südkorea (23:1), Le Thi Ngang Hang, Vietnam (8:3), Wiktoria Rudenko, Ukraine (6:3) und Annie Albania, Philippinen (4:3)                                                                         |
| 2010 | 1.     | WM in Bridgetown                       | bis 51 kg      | nach Punktsiegen über Aya Shinmoto, Japan (13:4), Nilmini Jayashinghe, Sri Lanka (11:3), Sumeyra Kaya-Yazici, Türkei (9:4), Peamwilai Laopeam, Thailand (+3:3), Tatjana Kob, Ukraine (8:5) und Nicola Adams, England (10:5)           |
| 2010 | 1.     | Asien-Spiele in Guangzhou              | bis 51 kg      | nach Punktsiegen über Jang Eu-na, Südkorea (8:1), Sanju Lama, Nepal (10:0), Marykom Chungneijang (Mary Kom), Indien (11:7) und Annie Albania (7:5)                                                                                    |
| 2011 | 1.     | Grand-Prix in Ústí nad Labem           | bis 51 kg      | nach Punktsiegen über Sara Ourahmoune, Frankreich (+2:2), Bianca Elmir, Australien (5:0), Sandra Drabik, Polen (3:1) und Jana Juranova, Tschechien (8:0)                                                                              |
| 2011 | 1.     | 1. Woman’s Asian-Cup in Haikou/China   | bis 51 kg      | nach Punktsiegen über Peamwilai Laopeam (7:6) und Aya Shinmoto (6:4) |
| 2012 | 2.     | Asien-Meisterschaft in Ulaanbaatar     | bis 51 kg      | nach einem Abbruchsieg in der 3. Runde über Kim Je-ji, Südkorea, einem RSC-Sieg in der 3. Runde über Bakhtygul Usupbayeva, Mongolei, einem Punktsieg über Ayako Minowa, Japan (22:14) und einer Punktniederlage gegen Mary Kom (8:14) |
| 2012 | 1.     | WM in Qinhuangdao/China                | bis 51 kg      | nach Punktsiegen über Katalin Ancsin, Ungarn (16:4), Azize Nimani, Deutschland (13:7), Marlen Esparza, USA (16:8), Karolina Michalczuk, Polen (27:18) und Nicola Adams (14:10)                                                        |
| 2012 | Silber | OS in London                           | bis 51 kg      | nach Punktsiegen über Jelena Saweljewa, Russland (12:7) und Marlen Esparza (10:8) und einer Punktniederlage gegen Nicola Adams (7:16)                                                                                                 |

## Erläuterungen
- OS = Olympische Spiele, WM = Weltmeisterschaft
- RSC = „Referee Stops Contest“